# Daïra de Souk El Ténine
La daïra de Souk El Ténine est une circonscription administrative algérienne située dans la wilaya de Béjaïa et la région de Petite Kabylie. Son chef-lieu est situé sur la commune éponyme de Souk El Ténine.
La daïra regroupe les trois communes de  Souk El Ténine, Melbou et Tamridjet.

## Géographie

### Localisation
| Mer Méditerranée | Mer Méditerranée        | Ziama (Wilaya de Jijel) |
| Aokas            | daïra de Souk El Ténine | Ziama (Wilaya de Jijel) |
| Darguina         | Darguina                | Babor (wilaya de Sétif) |